# Rubinići (Republika Serbska)
Rubinići (cyr. Рубинићи) – wieś w Bośni i Hercegowinie, w Republice Serbskiej, w gminie Han Pijesak. W 2013 roku liczyła 27 mieszkańców.